# Jörg Müller (illustrateur)
Pour les articles homonymes, voir Müller et Jörg Müller.
Jörg Müller (né le 11 octobre 1942 à Lausanne) est un illustrateur et dessinateur de bande dessinée suisse spécialisé dans la littérature jeunesse. Il a reçu en 1994 la principale distinction dans ce domaine, le prix Hans-Christian-Andersen, catégorie Illustration.

## Biographie
Jörg Müller passe sa petite enfance à Lausanne puis il va habiter dans les environs de Zurich. Il étudie les arts appliqués à l'école des arts et métiers de Zurich puis le graphisme à Bienne. Il commence son parcours professionnel dans des agences de publicité à Paris avant de devenir indépendant et de revenir s'installer à Bienne en Suisse.
En 1967, il crée son propre atelier où il crée des marionnettes, des dessins animés et illustre des livres pour la jeunesse. Jörg Müller privilégie la peinture acrylique dans ses illustrations. Son style s'inspire principalement du courant du photo-réalisme.

## Principales œuvres
Avec la Ronde annuelle des marteaux-piqueurs ou la mutation d'un paysage, il connaît un succès mondial. Ces sept planches peignent avec une minutie réaliste la transformation destructrice de la nature par les techniques humaines, entre 1953 et 1972. 
Dans un second ouvrage, La pelle mécanique ou la mutation d'une ville, il focalise son observation sur un quartier urbain. La précision des détails est basée sur un travail de préparation collectant plus de 800 diapositives de Francfort, Hanovre, Zurich et Bienne. Les réactions sont diverses, certains le traitent de "gauchiste", tandis que d'autres lui envoient des photos de leur quartier ou lui demandent d'illustrer l'histoire de leur ville.

## Publications
- Ronde annuelle des marteaux-piqueurs ou les Mutations d'un paysage, Paris, École des Loisirs, 1974  (ISBN 2-211-03131-5).
- L'île aux lapins, texte de Jörg Steiner, Louvain-la-Neuve, Duculot, 1978  (ISBN 2-8011-0180-X).
- La Pelle mécanique ou la Mutation d'une ville, Paris, École des Loisirs, 1979  (ISBN 2-211-06084-6).
- Les deux îles, texte de Jörg Steiner, Paris, Duculot, 1981  (ISBN 2-8011-0368-3).
- Un Ours, je suis pourtant un ours, texte de Jörg Steiner, Louvain-la-Neuve, Duculot, 1986  (ISBN 2-8011-0108-7).
- Pierre et le loup : un conte musical de Serge Prokofiev, Louvain-la-Neuve, Duculot, 1986  (ISBN 2-8011-0607-0).
- L'Homme de la fosse aux ours, texte de Jörg Steiner, Paris, Pastel, 1988  (ISBN 2-211-01166-7).
- Les nouveaux musiciens de Brême dans la "Révolte des animaux de la pub", texte de Jörg Steiner, Paris, École des loisirs, 1990  (ISBN 2-2110-1747-9).
- Une ville au Moyen Âge, texte d'Anita Siegfried et Jürg E. Schneider, Paris, Librairie Gründ, 1996  (ISBN 2-7000-4050-3).
- Le livre dans le livre dans le livre dans le livre dans le livre dans le livre..., Paris, Livres du Dragon d'or, 2002  (ISBN 2-87881-229-8).

## Prix et distinctions
- 1974 :  "Mention" Premio Grafico[4] de la foire du livre de jeunesse de Bologne pour ses illustrations de l'ouvrage Das Geheime Bordbuch, sur un texte de Ladislav Dvorský
- 1977 : Prix suisse du livre jeunesse (de) pour ses illustrations
- 1978 : (international) « Honour List »[5], de l' IBBY, catégorie Illustration, pour Der Bär, der ein Bär bleiben wollte (Un Ours, je suis pourtant un ours)
- 1986 :  Prix Max et Moritz de la meilleure publication de bande dessinée en allemand pour Pierre et le Loup (avec Loriot)
- 1986 :  Prix Critique en herbe de la foire du livre de jeunesse de Bologne[6] pour ses illustrations de Pierre et le Loup, d'après Serge Prokofieff, adapté par Loriot.
- 1994 : Prix Hans-Christian-Andersen, catégorie Illustration, pour l'ensemble de son œuvre.
- 1997 : 
  -  Lauréat du Fiction Children[7], foire du livre de jeunesse de Bologne, pour Der standhafte zinnsoldat
  -  Plaque d'Or de la Biennale d'illustration de Bratislava (BIB)[8] pour Der standhafte Zinnsoldat
- 2005 :  Lynx du mois (de) de juillet pour Die Weihnachts-Show
- 2005 :  Crapaud du mois (de) 226  pour Die Weihnachts-Show